# Millettia makondensis
Millettia makondensis är en ärtväxtart som beskrevs av Hermann August Theodor Harms. Millettia makondensis ingår i släktet Millettia och familjen ärtväxter. Inga underarter finns listade i Catalogue of Life.